# Claudiney Ramos
Claudiney Ramos, noto come Rincón (Porecatu, 15 marzo 1980 – Sorocaba, 8 luglio 2013), è stato un calciatore brasiliano naturalizzato equatoguineano, di ruolo centrocampista.
Morì di malaria contratta in un viaggio in Guinea Equatoriale per giocare in nazionale. Morì alcune settimane dopo, una volta tornato in Brasile.

## Carriera

### Club
Ha sempre giocato in Brasile, dalla seconda all'ottava serie del campionato.

### Nazionale
Con la nazionale equatoguineana gioca 4 partite nel 2013, le ultime 3 delle quali a giugno; lì contrae la malaria che lo porterà alla morte nel giro di qualche settimana.